# Xiao Jia rentre à la maison
Pour plus de détails, voir Fiche technique et Distribution.
Xiao Jia rentre à la maison est un documentaire français réalisé par Damien Ounouri, sorti en 2007 dans sa version longue dans le coffret DVD du film Still Life, édité chez MK2.

## Synopsis
Après avoir remporté le Lion d'or pour Still Life au Festival de Venise en 2006, le cinéaste indépendant chinois Jia Zhangke retourne dans sa ville natale, Fenyang, dans la province reculée du Sichuan. Il nous guide sur les traces de son enfance, arpentant les hutongs où il a vécu et tourné ses deux premiers films, Xiao Wu, artisan pickpocket et Platform. De la Chine contemporaine aux inégalités entre ville et campagne, de son parcours à sa vision du cinéma, des lieux de tournage de ses films à la censure, ce retour à ses racines et les réflexions sur sa vie et son travail nous révèlent le portrait d’un homme en quête constante de liberté.

## Fiche technique
- Titre : Xiao Jia rentre à la maison (Xiao Jia going home, Xiao Jia hui jia)
- Réalisation : Damien Ounouri
- Producteur : Damien Ounouri et Li Hua Films
- Image : Matthieu Laclau
- Son : Li Dan-Feng
- Photographies, Conseiller artistique : Liliana Diaz Castillo
- Montage : Chan Yu-Chieh et Damien Ounouri
- Traduction : Lien Tailan et Julien Deldyck
- Musique : Lim Giong
- Pays d'origine :  France
- Format : couleur
- Genre : documentaire
- Durée : 102 minutes (version longue) / 54 minutes (version définitive)
- Date de sortie : 2007 / 2008